# Ricky N. Rupp

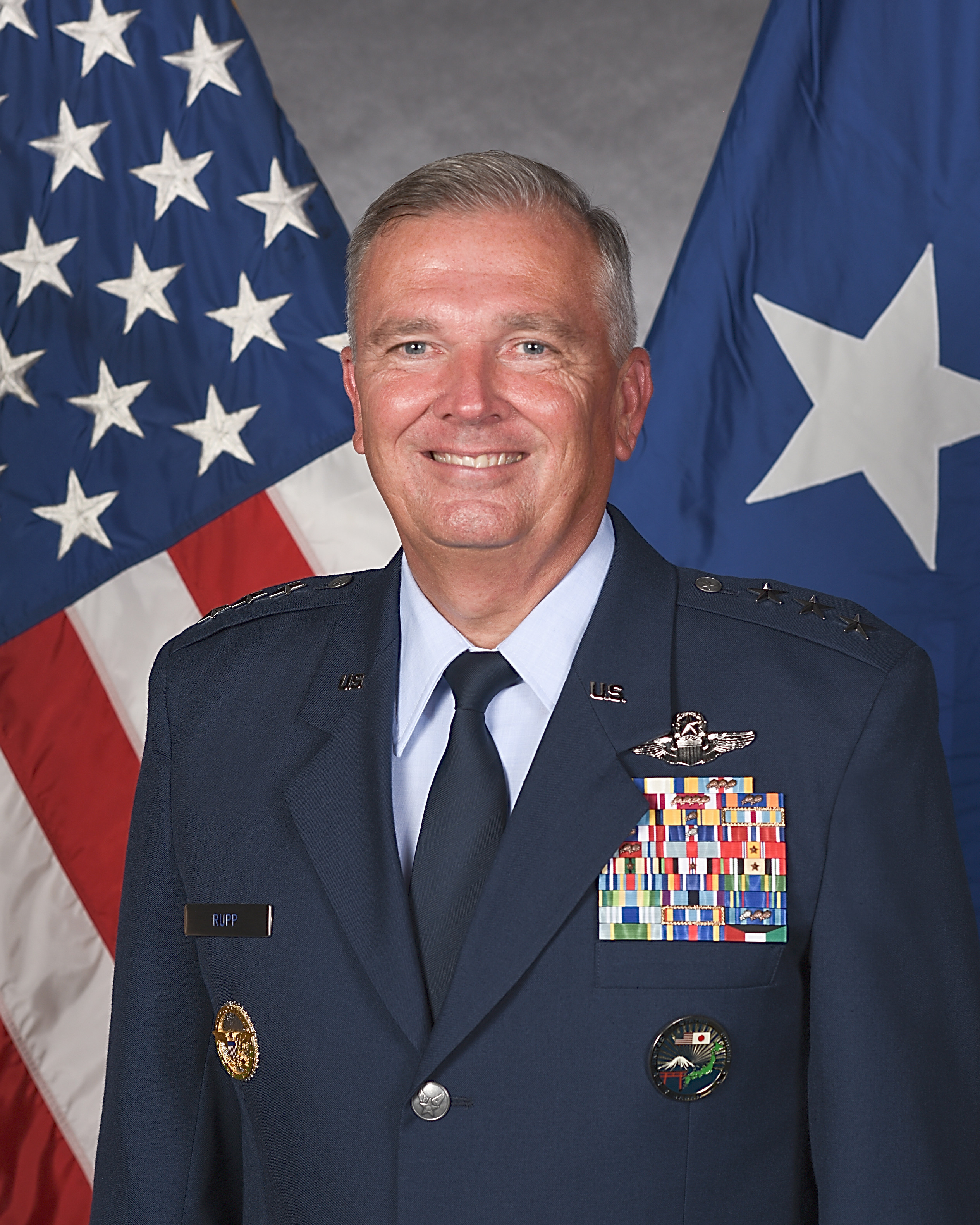
Ricky N. Rupp (2021)

Ricky N. Rupp (* um 1966) ist ein pensionierter Generalleutnant der United States Air Force. Er war unter anderem Kommandeur der United States Forces Japan und der 5. Luftflotte.
Über das ROTC-Programm der Southwest Texas State University gelangte er im Jahr 1989 in das Offizierskorps des United States Air Force. In dieser durchlief er anschließend alle Offiziersränge vom Leutnant bis zum Drei-Sterne-General.
Im Lauf seiner militärischen Karriere absolvierte er verschiedene Kurse und Schulungen. Dazu gehörten unter anderem eine Ausbildung zum Kampfpiloten und weitere Fortbildungskurse als Pilot neuer Flugzeugtypen; die Squadron Officer School auf der Maxwell Air Force Base in Alabama; die Embry-Riddle Aeronautical University; das Air Command and Staff College; die School of Advanced Air and Space Studies; das Air War College über einen Fernkurs; den Capstone Course for General Officers; die Joint Military Attaché School; den Joint Force Maritime Component Commander Course der United States Navy und den Pinnacle Course. Außerdem erhielt er einen akademischen Grad von der Harvard University.
In seinen frühen Jahren als Offizier der Luftwaffe war er auf verschiedenen Stützpunkten in den Vereinigten Staaten stationiert. Dabei war er als Pilot, Flugausbilder oder Stabsoffizier bei unterschiedlichen Einheiten tätig. Dazwischen absolvierte er die erwähnten Schulungen. Er flog unter anderem Einsätze während des Zweiten Golfkriegs und des Irakkriegs. Zwischen Oktober 1990 und November 1993 war er in Deutschland auf der Rhein-Main Air Base stationiert.
Als Oberst war Rupp zwischen Juni 2010 und Juni 2011 stellvertretender Kommandeur des 18. Geschwaders (18th Wing), das auf der Kadena Air Base in Japan stationiert war. Danach übernahm er auf der McConnell Air Force Base in Kansas das Kommando über das 22. Betankungsgeschwader (22nd Air Refueling Wing). Diese Aufgabe übte er zwischen Juni 2011 und Juni 2013 aus. Es folgte eine Versetzung nach Südkorea, wo er bis März 2015 dem Stab des kombinierten südkoreanisch-amerikanischen Kommandos und des United Nations Commands angehörte. In den folgenden sechs Monaten bis zum September 2015 absolvierte er die Joint Military Attaché School der Defense Intelligence Agency.
Als Nächstes wurde Ricky Rupp nach Tel Aviv in Israel versetzt. Dort war er bis Juni 2017 Militärattaché an der amerikanischen Botschaft. Sein nächster Auftrag führte ihn auf die Scott Air Force Base in Illinois, wo er bis zum Juli 2019 die Stabsabteilung für Operationen beim United States Transportation Command leitete (Director of Operations). Danach erhielt er den Oberbefehl über den Luftwaffenbezirk um die Bundeshauptstadt Washington, D.C. (Commander, Air Force District of Washington).
Nach dem Ende dieses Auftrags wurde Rupp nach Japan auf die Yokota Air Base versetzt. Dort übernahm er am 27. August 2021 als Nachfolger von Kevin B. Schneider das Kommando über die United States Forces Japan und die 5. Luftflotte. Diese Aufgabe übte er bis zum 8. Oktober 2024 aus, als Stephen F. Jost seine Nachfolge antrat. Anschließend schied er aus dem aktiven Militärdienst aus.
Während seiner aktiven Zeit als Militärpilot absolvierte er über 5000 Flugstunden auf verschiedenen Flugzeugtypen.

## Daten der Beförderungen
| Abzeichen | Rang               | Jahr             |
| --------- | ------------------ | ---------------- |
|           | Second Lieutenant  | 4. Mai 1989      |
|           | First Lieutenant   | 4. Mai 1991      |
|           | Captain            | 4. Mai 1993      |
|           | Major              | 1. Juli 2000     |
|           | Lieutenant Colonel | 1. April 2004    |
|           | Colonel            | 1. August 2009   |
|           | Brigadier General  | 7. November 2014 |
|           | Major General      | 2. Juni 2018     |
|           | Lieutenant General | 27. August 2021  |

## Orden und Auszeichnungen
Ricky Rupp erhielt im Lauf seiner militärischen Laufbahn unter anderem folgende Auszeichnungen:
- Air Force Distinguished Service Medal
- Defense Superior Service Medal
- Legion of Merit
- Meritorious Service Medal
- Air Medal
- Aerial Achievement Medal
- Air Force Commendation Medal
- Joint Meritorious Unit Award
- Air Force Meritorious Unit Award
- Air Force Outstanding Unit Award
- Air Force Organizational Excellence Award
- Combat Readiness Medal
- National Defense Service Medal
- Southwest Asia Service Medal
- Afghanistan Campaign Medal
- Iraq Campaign Medal
- Global War on Terrorism Expeditionary Medal
- Global War on Terrorism Service Medal
- Korea Defense Service Medal
- Armed Forces Service Medal
- Humanitarian Service Medal
- Nuclear Deterrence Operations Service Medal
- Air Force Longevity Service Award
- Kuwait Liberation Medal (Kuwait)